# Game Over (Ska-P)
Game Over è un album in studio del gruppo musicale spagnolo Ska-P, pubblicato il 5 ottobre 2018.

## Tracce
01 A Chitón
02 Eurotrama
03 No Lo Volveré a Hacer Más
04 The Lobby Man
05 Colores
06 La Fábrica
07 Patriotadas
08 Cruz, Oro y Sangre
09 Adoctrinad@s
10 El Bufón
11 Brave Girls
12 Jaque al Rey